# Apoptygma
L’apoptygma, o peplo diploidon, è un rettangolo di stoffa più lungo di quelli usati nel Periodo arcaico e nel 'Periodo classico; ripiegato in alto all'infuori, in modo che, una volta fermato il peplo sulle spalle da fibule, una balza ricadesse sul seno e sulla schiena, fino alla vita, o oltre.